# Hed Kandi
Hed Kandi is een platenlabel, dat werd opgericht in 1999 in Londen als compilatielabel door Mark Doyle, gespecialiseerd in housemuziek. Daarbij speelt het een dragende rol in het Balearic-geluid. Doyle werkte destijds voor het radiostation JazzFm waar hij verantwoordelijk was voor de marketing en sales van het JazzFm-label. In 1999 kwam de eerste Hed Kandi-titel, Nu Cool, uit op JazzFm.
De naam is een verbastering van "head candy", wat doet denken aan de uitdrukking eye candy.
In januari 2006 is Hed Kandi Records overgenomen door de Britse platenmaatschappij Ministry of Sound voor een onbekend bedrag.
Mark Doyle en zijn team zijn hierna een nieuw label gestart, Fierce Angel. De leiding van Hed Kandi werd overgenomen door Dan Baxter, die eerder werkte voor het label toen het eigendom was van het Britse mediabedrijf Guardian Media Group.
In maart 2007 heeft Hed Kandi een Beach Bar geopend in Egypte aan de kustlijn van de Rode Zee bij de badplaats Hurghada.
Het label Hed Kandi is sinds het debuut in 1999 flink uitgebreid. Het omvat nu ook een kleding- en geurenlijn. Ook is het een partnerschap aangegaan met Monarch Airlines. Samen organiseren ze vluchten naar Ibiza onder de naam FlyKandi.

## België
In België is Hed Kandi sinds 2006 actief. In september startte Radio Donna met de Hed Kandi-radioshow in samenwerking met Tom De Neef. Mark Heyninck presenteerde en produceerde de show. Tom De Neef is de enige Belgische dj die resident is voor Hed Kandi. Hoewel er sinds 2004 regelmatig een Hed Kandi-feest georganiseerd werd in Vlaanderen is de bal pas echt aan het rollen gegaan nadat Mark en Tom zijn beginnen samenwerken. Na het verdwijnen van Donna is ook de show verdwenen. Sinds begin 2009 hebben Tom De Neef en Mark Heyninck wekelijks een show bij Fm Brussel op vrijdagavond.
Op hetzelfde moment ging ook TMF in zee met wat intussen Hed Kandi Belgium was geworden. Elke zaterdagavond worden er een uur lang clips in Hed Kandi-stijl op TMF uitgezonden. De websites worden aan elkaar gelinkt en er wordt samengewerkt op het vlak van feesten en online promo. In 2009 zullen meer dan 20 Hed Kandifeesten plaatsgevonden hebben. In mei 2009 gaat Hed Kandi Belgium in zee met het trendy kledingmerk ANTWRP.
Vanaf november 2009 is er ook een show van Hed Kandi Belgium te horen op Radio FG in België.

## Artwork
Een van de onderscheidende kenmerken van Hed Kandi-platen is het onderscheidende cover-artwork. Hiervan is een groot deel ontworpen door de bekende tekenaar Jason Brooks. Sommige Hed Kandi releases uit 2006 en 2007 hebben echter geen cover-artwork van Brooks, omdat hij samen met Mark Doyle Hed Kandi verliet na de overname door Ministry of Sound. Brooks keerde uiteindelijk later weer terug naar Hed Kandi, om in 2012 weer te vertrekken.

## Reeksen
Hier volgt een lijst met de compilatiereeksen uit de Hed Kandi-serie.
- A Taste of Kandi
- Back To Love: mixt titels uit de hip-hop en house van de late jaren 80 en de jaren 90. Vanaf 2007 bestaan de compilaties uitsluitend uit house uit het midden van de jaren 90.
- Beach House: bestaat uit deep house, latin house en soulful house - deze laatste twee specifieke vormen van housemuziek zijn ontstaan sinds de jaren 90 dankzij de muzikanten en dj's zoals Miguel Migs of 'Little' Louie Vega van Masters at Work.
- Deeper: werd ingevoerd tussen 2001 en 2002. Deze titels bevatten deep en dark house. Later is deze serie verdergegaan onder de naam Twisted Disco.
- Destroy The Disco: eind 2009 van start gegaan. De muziek op deze verzamelaars bestaan voornamelijk uit de vernieuwde progressive en electro house sound die in de zomer van 2009 de dansvloeren bereikten. Destroy The Disco kan gezien worden als de opvolger van Twisted Disco.
- Disco Heaven: op elk album zijn titels te vinden van garage house. Deze serie wordt ook wel gezien als het kleine zusje van Disco Kandi.
- Disco Kandi: elk album bestaat uit progressive en disco house.
- Hed Kandi Mix: in de vorm van 3 cd's omlijst deze serie mixen elk drie muzikale stijlen.
- Nu Cool: het eerste album van Hed Kandi, ingevoerd in 1998 tot 2000 en vervolgens hervat in 2006. Het album biedt een reis door de wereld van loungemuziek en downtempo. De compilatie is de vervanger voor Kandi Lounge.
- Samplers
- Serve Chilled: bevat de stijlen chill-out en downtempo. De serie eindigde in 2001, de draad is echter door Hed Kandi in 2006 weer opgenomen.
- Twisted Disco: een jongere reeks van Hed Kandi. Twisted Disco bevat progressieve en electro-house, een opkomende stijl in de laatste jaren.
- Winter Chill: was een reeks van albums in de stijl van de donkere chill-out.
- World Series: opnames van liveregistraties van Hed Kandi.

### Sublabels
Het Hed Kandi-label heeft ook enkel sublabels gekend, waarvan Stereo Sushi nog steeds actief is.
- The Acid Lounge
- Base Bar Ibiza and Es Vive Ibiza
- Stereo Sushi
- Hed Kandi USA